# Єзежиці (Поморське воєводство)
Єзежиці (пол. Jezierzyce, нім. Jeseritz) — село в Польщі, у гміні Слупськ Слупського повіту Поморського воєводства.
Населення — 1511 осіб (2011).
У 1975-1998 роках село належало до Слупського воєводства.

## Демографія
Демографічна структура станом на 31 березня 2011 року:
|          | Загалом | Допрацездатний вік | Працездатний вік | Постпрацездатний вік |
| -------- | ------- | ------------------ | ---------------- | -------------------- |
| Чоловіки | 734     | 181                | 496              | 57                   |
| Жінки    | 777     | 175                | 473              | 129                  |
| Разом    | 1511    | 356                | 969              | 186                  |